# 放送圖書館
放送圖書館（日语：／ Hōsō Raiburarii */?）是位於日本神奈川縣横濱市中區横濱情報文化中心內的一個保存、觀看、展示過去電視節目資料的檔案設施，也是日本唯一可免費觀賞過去節目資料的設施。

## 概要
放送圖書館系統性收集日本的廣播、電視開播以來，值得作為資料保存的節目以及廣告，並將這些資料進行數位數據化。普通人可免費觀賞這些資料。除了展示與廣播電視有關的資料之外，放送圖書館有時還邀請廣電業界有關人物，舉辦免費的討論會。公益財團法人放送節目中心按放送法第167條，接受指定成為放送圖書館的運營單位。放送圖書館的運營費用由民營電台電視台、NHK、橫濱市出資的基金投資收益，以及補助金和捐款維護。
除了收集和觀看節目資料的空間之外，放送圖書館還設有展示日本廣電歷史、新聞攝影棚等設施。
在2000年時，隨著橫濱的放送圖書館導入新系統，位於大阪府大阪市住之江區南港大阪世界貿易中心大樓曾一度也設立了觀看節目資料的設施。但該設施已在2004年關閉。

## 節目收集標準
按照《放送法》第169條，「放送節目中心」規定了如下標準來收集節目：
- 在日本國內外獲獎的節目
- 取得高收視率，獲得觀眾反響，引發話題的節目
- 在表現技法、製作技術上開拓新領域的節目
- 作為記錄現代史、社会風俗、人物而有價值的節目
- 作為記錄藝術、科学、傳統文化而有價值的節目
- 長期持續播出的節目
- 各公司希望本中心保存、公開的節目
- 其他有作為廣播電視史記錄價值的節目。

因此，並非所有節目都可以在放送圖書館得到保存。
現在放送圖書館收藏有約18,000份電視節目，約3,800份廣播節目，其中約17,000份對外公開。另外，除了節目之外，放送圖書館還收集獲得ACC全日本廣告節獎項的廣播，以及電影院用的新聞電影，合計約公開有25,000份資料。

## 外部連結
- 放送ライブラリー （页面存档备份，存于）